# Nuoto ai campionati europei di nuoto 2020 - 400 metri stile libero maschili
La specialità dei 400 metri stile libero maschili dei campionati europei di nuoto 2020 si è svolta il 17 maggio 2021 presso la Duna Aréna di Budapest, in Ungheria.

## Podio
| Pos.    | Atleta          | Nazione  |
| ------- | --------------- | -------- |
| Oro     | Martin Maljutin | Russia   |
| Argento | Felix Auböck    | Austria  |
| Bronzo  | Danas Rapšys    | Lituania |

## Record
Prima della manifestazione il record del mondo (RM), il record europeo (EU) e il record dei campionati (RC) erano i seguenti.
|  | 3'40"07 | Paul Biedermann | 28 luglio 2009 Roma   |
|  | 3'40"07 | Paul Biedermann | 28 luglio 2009 Roma   |
|  | 3'44"01 | Gabriele Detti  | 16 maggio 2016 Londra |

## Risultati

### Batterie
| Pos. | Batteria | Corsia | Atleta                  | Nazionalità        | Tempo   | Note |
| ---- | -------- | ------ | ----------------------- | ------------------ | ------- | ---- |
| 1    | 4        | 7      | Antonio Djakovic        | Svizzera           | 3'47"23 | Q    |
| 2    | 4        | 2      | Henrik Christiansen     | Norvegia           | 3'47"51 | Q    |
| 3    | 5        | 4      | Gabriele Detti          | Italia             | 3'47"56 | Q    |
| 4    | 5        | 5      | Felix Auböck            | Austria            | 3'47"61 | Q    |
| 5    | 4        | 5      | Marco De Tullio         | Italia             | 3'47"81 | Q    |
| 6    | 4        | 3      | Martin Maljutin         | Russia             | 3'47"95 | Q    |
| 7    | 4        | 4      | Danas Rapšys            | Lituania           | 3'48"05 | Q    |
| 8    | 3        | 1      | Kregor Zirk             | Estonia            | 3'48"39 | Q    |
| 9    | 3        | 8      | Max Litchfield          | Gran Bretagna      | 3'48"41 |      |
| 10   | 5        | 7      | Matteo Ciampi           | Italia             | 3'48"57 |      |
| 11   | 4        | 8      | Konstantinos Englezakis | Grecia             | 3'48"59 |      |
| 12   | 4        | 6      | Gábor Zombori           | Ungheria           | 3'48"88 |      |
| 13   | 2        | 5      | Dimitrios Markos        | Grecia             | 3'49"22 |      |
| 14   | 5        | 2      | Aleksandr Egorov        | Russia             | 3'49"42 |      |
| 15   | 2        | 3      | Mikkel Gadgaard         | Danimarca          | 3'49"93 |      |
| 16   | 4        | 0      | Balázs Holló            | Ungheria           | 3'50"06 |      |
| 17   | 5        | 1      | Joris Bouchaut          | Francia            | 3'50"48 |      |
| 18   | 3        | 7      | Yiğit Aslan             | Turchia            | 3'50"59 |      |
| 19   | 5        | 3      | Aleksandr Krasnych      | Russia             | 3'50"77 |      |
| 20   | 4        | 1      | Kristóf Milák           | Ungheria           | 3'51"59 |      |
| 21   | 3        | 5      | Yordan Yanchev          | Bulgaria           | 3'51"79 |      |
| 22   | 3        | 9      | Martin Bau              | Slovenia           | 3'51"89 |      |
| 23   | 2        | 6      | Christoffer Andersen    | Danimarca          | 3'52"29 |      |
| 24   | 3        | 6      | Luc Kroon               | Paesi Bassi        | 3'52"93 |      |
| 25   | 5        | 6      | Kieran Bird             | Gran Bretagna      | 3'53"97 |      |
| 26   | 4        | 9      | Ákos Kalmár             | Ungheria           | 3'54"18 |      |
| 27   | 3        | 3      | Robin Hanson            | Svezia             | 3'54"48 |      |
| 28   | 5        | 8      | Miguel Durán            | Spagna             | 3'54"72 |      |
| 29   | 5        | 9      | Bar Soloveychik         | Israele            | 3'55"18 |      |
| 30   | 1        | 3      | Ilya Borodin            | Russia             | 3'55"46 |      |
| 31   | 1        | 4      | Oskar Lindholm          | Danimarca          | 3'55"89 |      |
| 32   | 1        | 5      | Ondřej Gemov            | Rep. Ceca          | 3'56"37 |      |
| 33   | 2        | 4      | Arthur Ellegaard        | Danimarca          | 3'56"82 |      |
| 34   | 3        | 4      | Jan Micka               | Rep. Ceca          | 3'57"62 |      |
| 35   | 3        | 2      | Efe Turan               | Turchia            | 3'58"13 |      |
| 36   | 2        | 0      | Jakub Štemberk          | Rep. Ceca          | 3'58"38 |      |
| 37   | 2        | 2      | Baturalp Ünlü           | Turchia            | 3'58"57 |      |
| 38   | 1        | 6      | Jakub Poliačik          | Slovacchia         | 4'01"56 |      |
| 39   | 2        | 8      | Mert Kılavuz            | Turchia            | 4'01"97 |      |
| 40   | 2        | 7      | Daniel Namir            | Israele            | 4'02"39 |      |
| 41   | 1        | 2      | Arti Krasniqi           | Kosovo             | 4'03"39 |      |
| 42   | 5        | 0      | Marin Mogić             | Croazia            | 4'03"67 |      |
| 43   | 1        | 8      | Loris Bianchi           | San Marino         | 4'03"69 |      |
| 44   | 2        | 9      | Pit Brandenburger       | Lussemburgo        | 4'03"71 |      |
| 45   | 2        | 1      | Jon Jøntvedt            | Norvegia           | 4'03"92 |      |
| 46   | 1        | 0      | Filip Derkoski          | Macedonia del Nord | 4'04"10 |      |
| 47   | 1        | 7      | Dylan Cachia            | Malta              | 4'06"91 |      |
| 48   | 1        | 1      | Franc Aleksi            | Albania            | 4'11"45 |      |
| 49   | 1        | 9      | Théo Druenne            | Monaco             | 4'15"17 |      |

### Finale
| Pos.    | Corsia | Atleta              | Nazionalità | Tempo   | Note |
| ------- | ------ | ------------------- | ----------- | ------- | ---- |
| Oro     | 7      | Martin Maljutin     | Russia      | 3'44"18 |      |
| Argento | 6      | Felix Auböck        | Austria     | 3'44"63 |      |
| Bronzo  | 1      | Danas Rapšys        | Lituania    | 3'45"39 |      |
| 4       | 3      | Gabriele Detti      | Italia      | 3'46"07 |      |
| 5       | 2      | Marco De Tullio     | Italia      | 3'46"36 |      |
| 6       | 4      | Antonio Djakovic    | Svizzera    | 3'46"54 |      |
| 7       | 5      | Henrik Christiansen | Norvegia    | 3'46"87 |      |
| 8       | 8      | Kregor Zirk         | Estonia     | 3'48"35 |      |